# ルドヴィーコ・ゴンザーガ＝ネヴェルス
ルドヴィーコ・ゴンザーガ＝ネヴェルス（伊: Ludovico Gonzaga-Nevers, 1539年9月18日 - 1595年10月23日）は、イタリアのマントヴァ公爵家たるゴンザーガ家の公子で、フランスのヌヴェール公爵およびルテル公爵（在位：1565年 - 1595年）。ヌヴェール公爵としてはルイ4世・ド・ゴンザーグ（仏: Louis IV de Gonzague, duc de Nevers）と呼ばれる。

## 生涯
マントヴァ公およびモンフェッラート侯フェデリーコ2世とその妻でモンフェッラート侯グリエルモ9世の娘であるマルゲリータ・パレオーロガ（東ローマ帝国の最後の王朝であるパレオロゴス家の末裔）の間の3男として、マントヴァで生まれた。1549年、母方の祖母でヴァロワ＝アランソン家の女子相続人であったアンヌ・ダランソンの遺産の相続人として、わずか10歳でパリ宮廷の一員となった。
1565年3月4日、ヌヴェール公及びルテル伯フランソワ1世の長女で相続人であるアンリエットと結婚した。ギーズ公アンリ1世の妻カトリーヌ・ド・クレーヴはアンリエットの妹だったためアンリ1世とは義兄弟であった。ルドヴィーコは1572年のサン・バルテルミの虐殺を指導した宮廷人の1人と考えられている。1595年、ピカルディー地方のネスルで死去した。

## 子女
妻アンリエットとの間に5人の子女をもうけた。
- カトリーヌ（1568年 - 1629年） - 1588年、ロングヴィル公アンリ1世と結婚
- アンリエット（1571年 - 1601年） - 1591年、マイエンヌ公アンリと結婚
- フレデリック（1573年 - 1574年）
- フランソワ（1576年 - 1580年）
- シャルル（カルロ）（1580年 - 1637年） - ヌヴェール公、マントヴァ公、モンフェッラート公